# Монастырская улица (Пермь)
Монасты́рская у́лица — улица, расположенная в историческом центре Перми. Проходит параллельно Каме. Начинается у комплекса зданий Речного вокзала порта «Пермь» и первого железнодорожного вокзала Перми «Пермь I» и продолжается до слияния улиц Окулова (Набережная), Хохрякова (Дальняя) и Дзержинского (Кожевенная). На улице расположено много исторических достопримечательностей.

## История

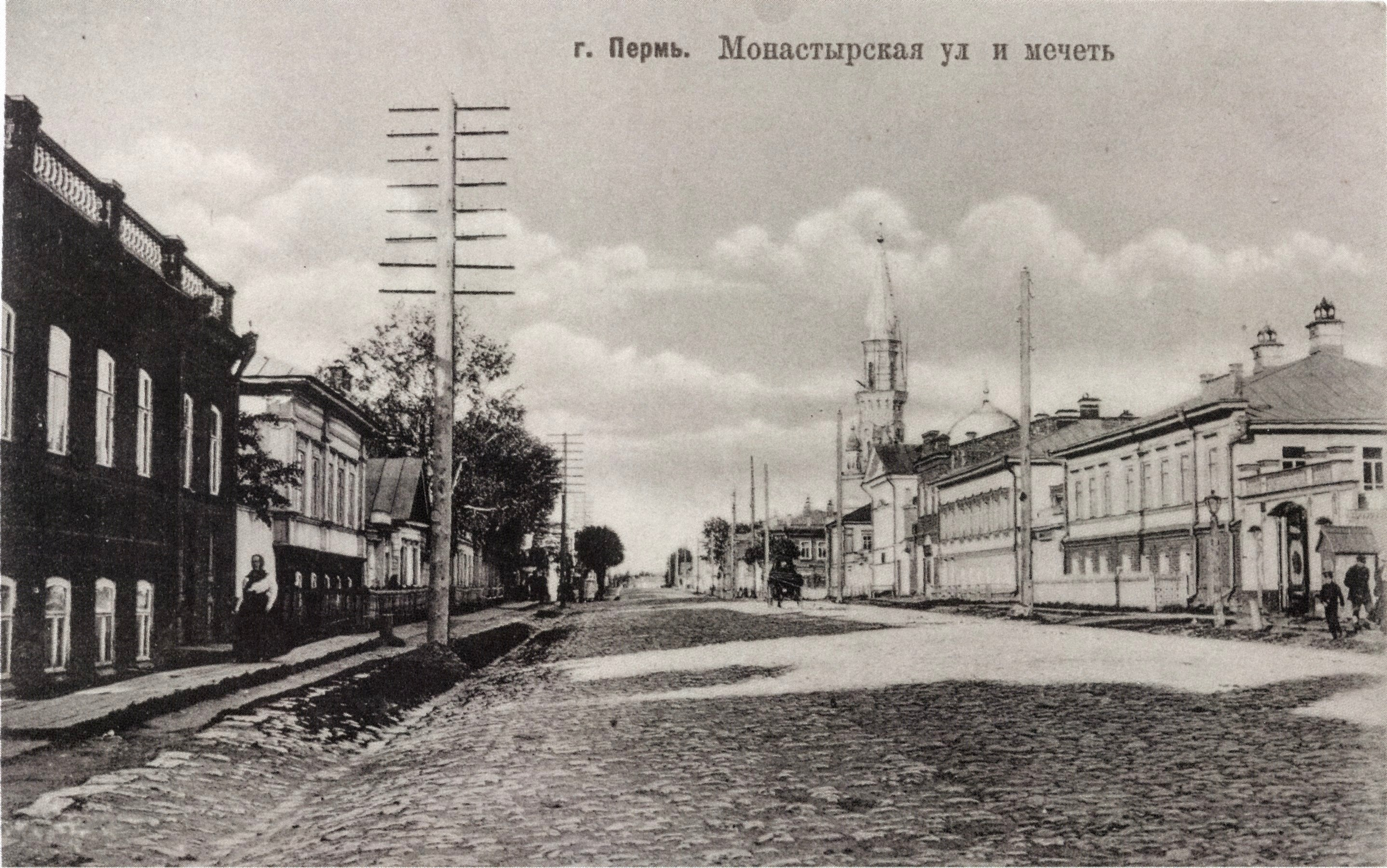
Монастырская улица в начале XX века

В конце XVIII века улица уже существовала и называлась Береговой. Затем её переименовали в Набережную (не следует путать с нынешней Набережной улицей возле завода «Красный Коммунар»). Потом улицу назвали Монастырской, и это название сохранялось до тех пор, пока при советской власти её не переименовали в честь Г. К. Орджоникидзе. В 2012 году улице было возвращено историческое название.
Изначально улица состояла из двух частей. Та часть, что расположена ближе к Каме, теперь называется улицей Окулова, другая отстоит на один квартал от утёса. До 1917 г. от Ирбитской улицы (ныне — улица Матросова) начинались склады купцов Кропачевых, Каменских, Любимовых. Сейчас это место застроено пятиэтажными жилыми домами. В советский период напротив железнодорожного вокзала «Пермь I» был построен Речной вокзал.
Историческая часть улицы протягивается до улицы Попова, от которой начинается автомобильный мост через Каму. На Монастырской улице довольно много исторических памятников архитектуры, среди которых встречаются как здания общественного назначения, так и купеческие особняки.

## Достопримечательности

### Речной вокзал

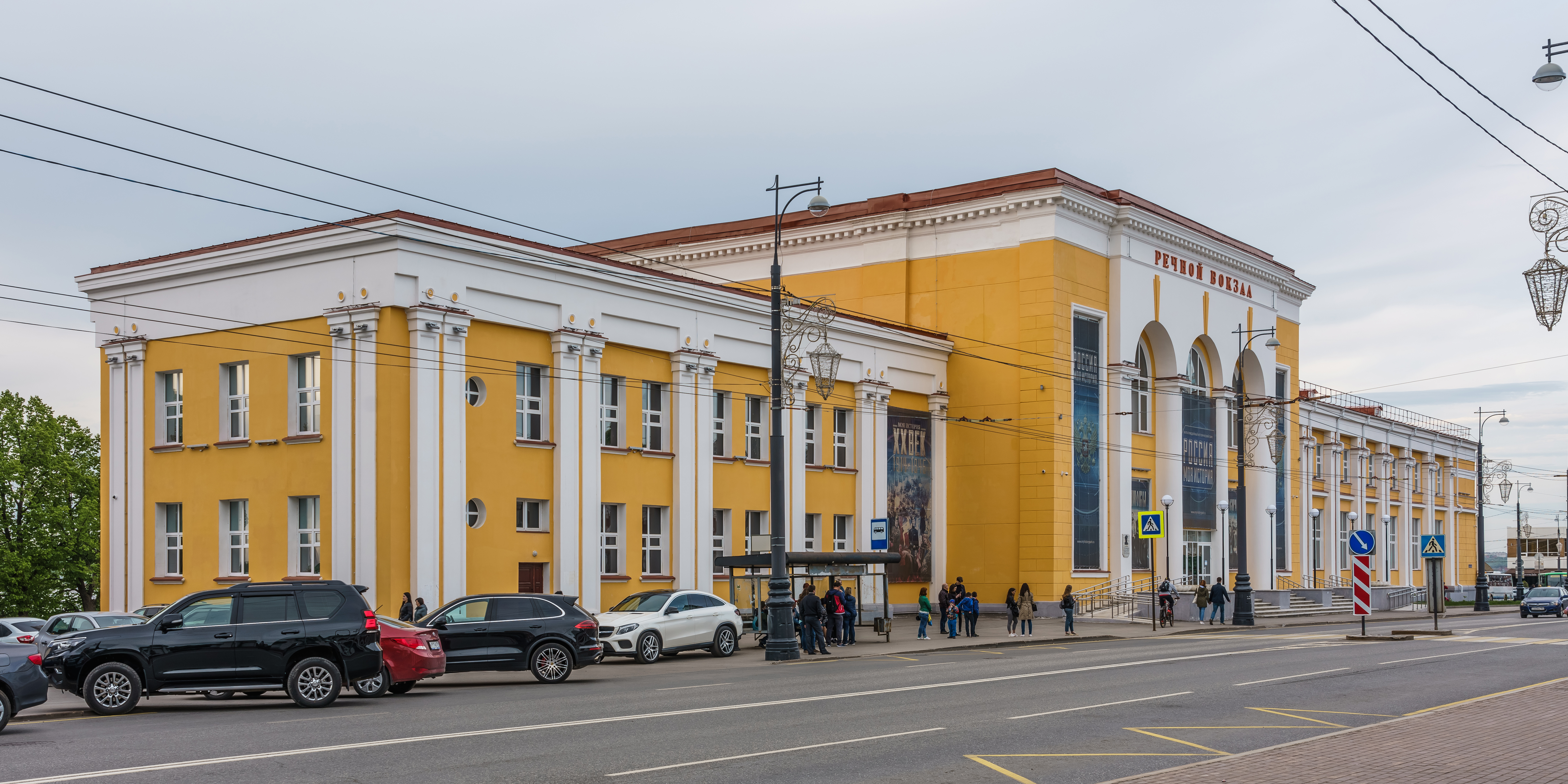
Речной вокзал

Адрес: Монастырская улица, дом № 2. Здание расположено напротив другого архитектурного памятника и вокзала — станции «Пермь I». Было построено в 1940 году по проекту архитектора А. З. Гринберга в стилистике «сталинского ампира». Отсюда уходили в туристические круизы теплоходы и тянулись пассажирские скоростные водные линии на судах на подводных крыльях — «Ракеты», «Кометы» Камского речного пароходства. В 1990-е годы, после падения уровня судовых пассажирских перевозок, Речной вокзал утратил свою основную функцию. C 2010 года здесь расположился Пермский музей современного искусства «PERMM».

### Вокзал «Пермь I»

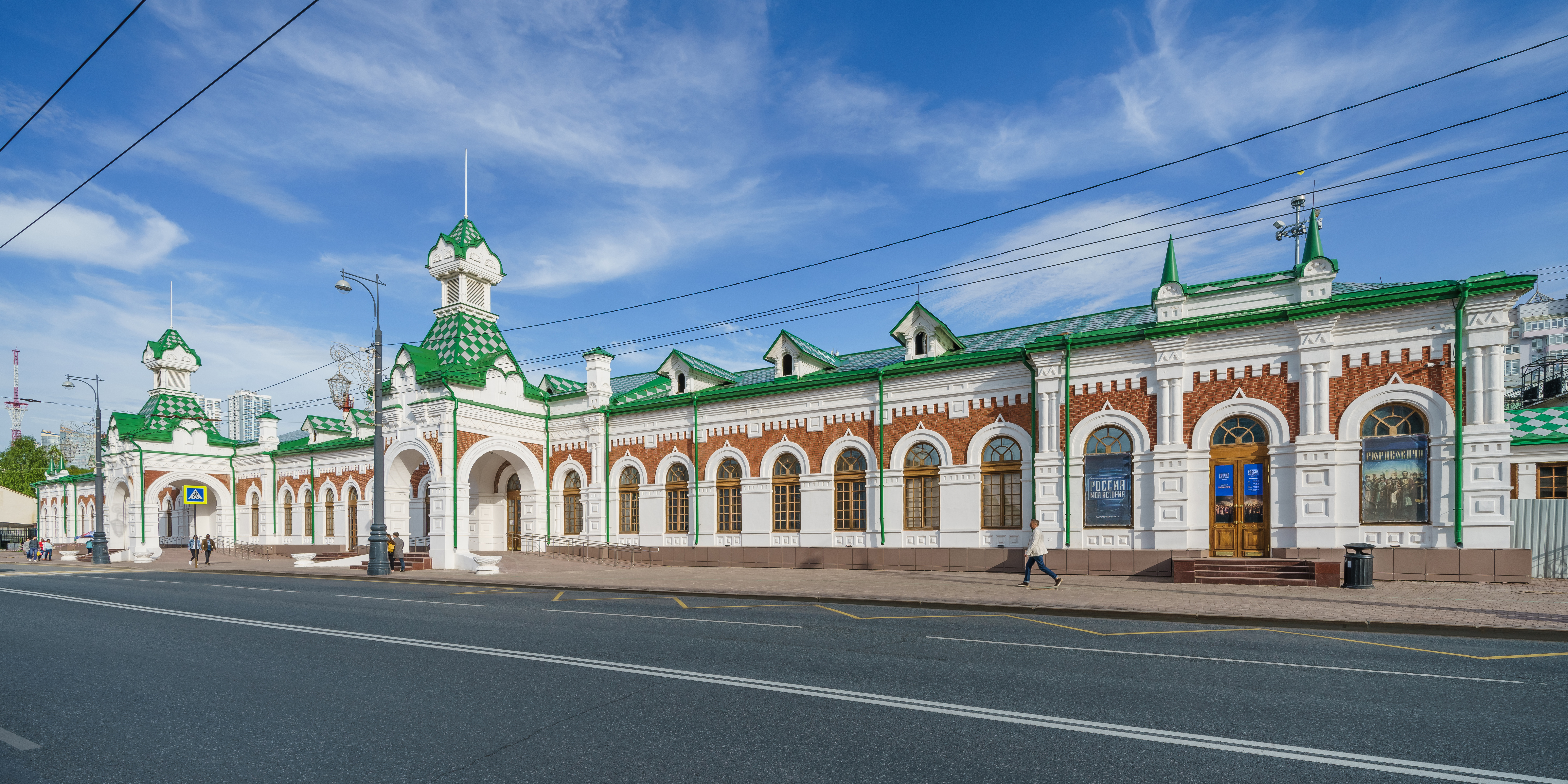
«Пермь I»

Адрес: Монастырская улица, дом № 5. Здание вокзала построено в 1878 году, архитектор — И. А. Быховец. Стиль — эклектика, в оформлении фасада присутствуют элементы русского стиля. Памятник архитектуры, который часто привлекает внимание иностранных гостей.

### Консистория
Здание консистории («Усадьба Голицина», «Архиерейский дом», сер. XIX в.) — довольно привлекательное, в два этажа, находится на углу улиц Монастырской и Газеты «Звезда» (Оханской). В марте 1800 г. была образована самостоятельная Пермская и Екатеринбургская епархия. Первым епископом стал Иоанн (Островский). Тогда духовная консистория располагалась в нескольких деревянных домиках. В 1843 г. было построено новое, кирпичное здание. Фасад имеет классические формы. С 1981 г. здесь располагается областной врачебно-физкультурный диспансер. В соответствии с решением Малого Совета Пермского Облсовета № 683 от 20 мая 1993 г. здание бывшей консистории является памятником архитектуры и градостроительства.

### Дом Мешкова

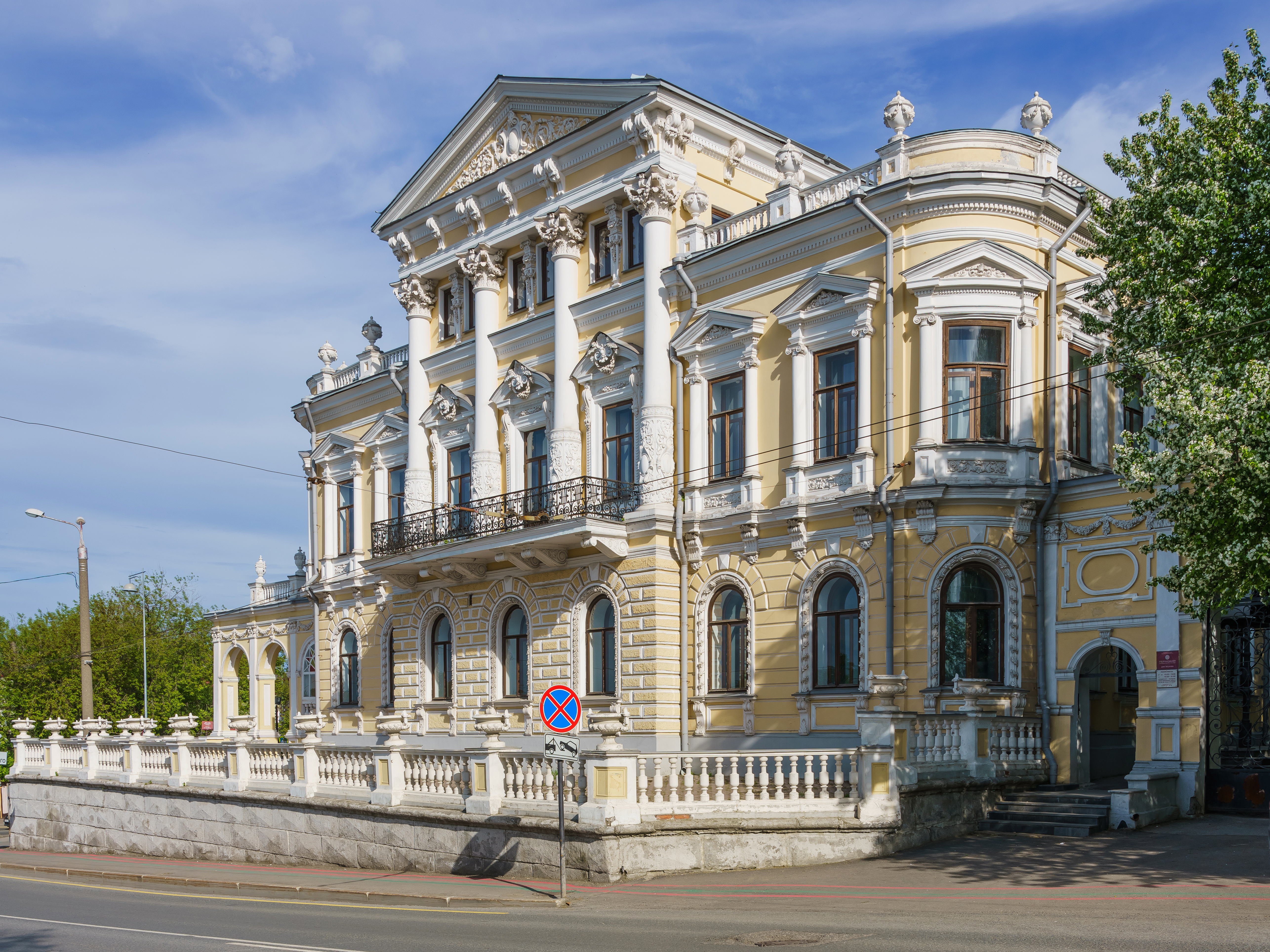
Дом Мешкова

Адрес: Монастырская улица, дом № 11. В 1820 году здание было построено предположительно по проекту архитектора Свиязева, но претерпело два пожара, и в 1889 году было перестроено архитектором А. Б. Турчевичем в стиле позднего русского классицизма с элементами барокко. Название дано по имени одного из владельцев, купца и мецената Н. В. Мешкова. Он был миллионером, руководил пароходством. В здании было размещено управление пароходства. В 1900—1901 гг. в доме Мешкова проходила выставка известного пермского художника А. К. Денисова-Уральского. Мешков сочувствовал большевикам, и после 1917 г. передал своё имущество новой власти. В 2008—2009 гг. сюда перевезли экспозиции краеведческого музея, ранее располагавшегося на этой же улице, в бывшем архиерейском доме. Фасад здания выходит на набережную Камы и благодаря необычной отделке выделяется среди других строений.

### Дом Вердеревского

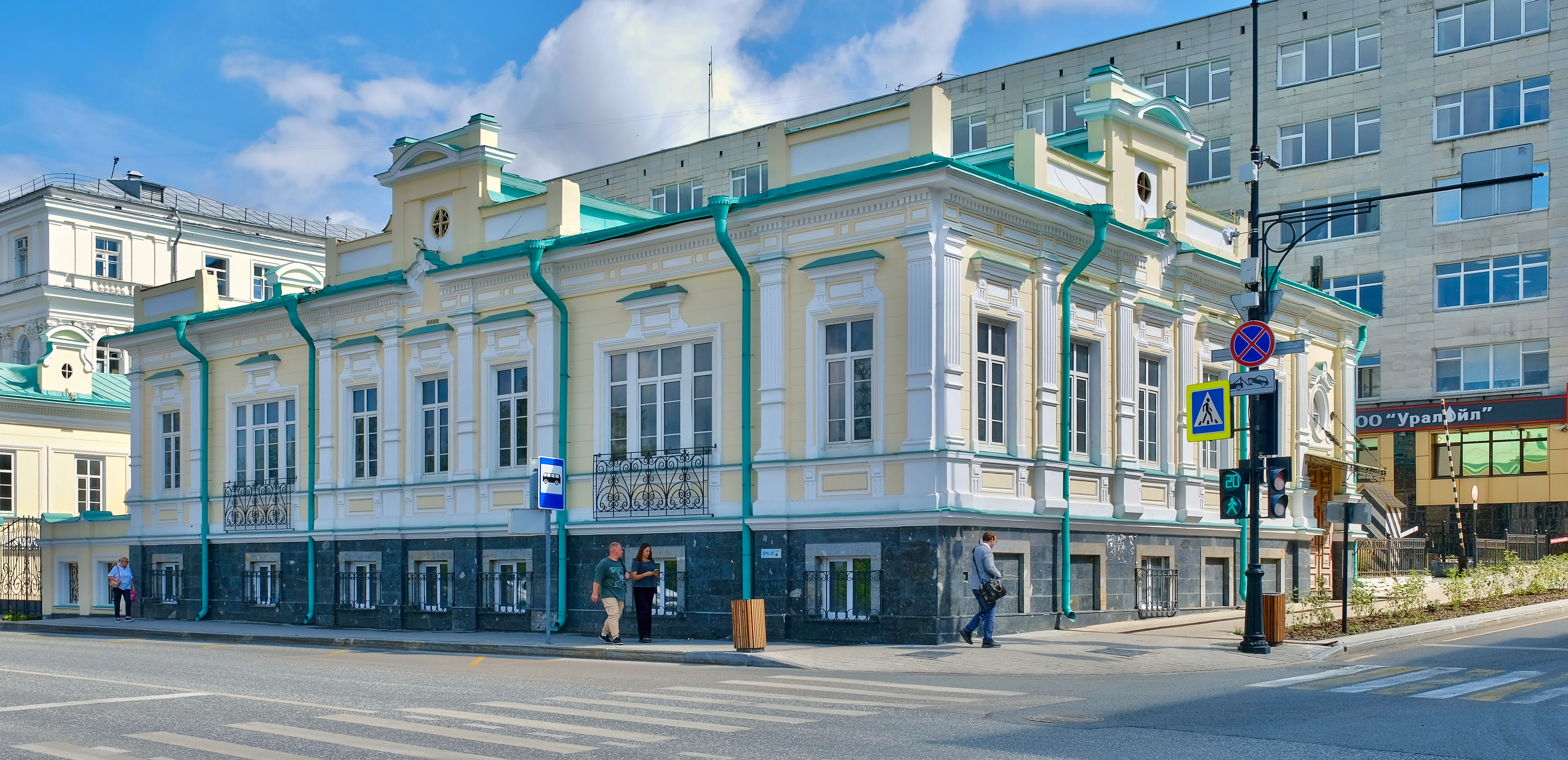
Дом Вердеревского

Адрес: Монастырская улица, дом № 17 / Сибирская улица, дом № 2. Двухэтажный деревянный особняк, получивший своё название по имени первого владельца здания председателя казённой палаты Василия Евграфовича Вердеревского. Кроме того, особяк иногда называется «Домом Протопопова» по имени одного из владельцев здания, а также «Центральными номерами», поскольку в дореволюционный период там находилась одноимённая гостиница. Построен в 1842 году. После революции здание было отдано под общежитие железнодорожного техникума. В 1920-х годах в нём размещалась гостиница «Уральская» и ресторан «Заря».

### Набережный сад
Первоначально это место называлось Козьим загоном, затем — Набережным садом. С 1928 г. сад носит имя Ф. М. Решетникова, местного писателя.

### Спасо-Преображенский кафедральный собор
Адрес: на пересечении Монастырской улицы и Комсомольского проспекта. В 1781 г. в Пермь из Пыскоры был переведён Спасо-Преображенский монастырь. После учреждения самостоятельной Пермской епархии он был обращён в Архиерейский дом, объединявший постройки религиозного и хозяйственного назначения. В сохранившийся соборный комплекс входит кафедральный собор, колокольня в стиле классицизма, часовня и архиерейский дом. Собор был построен в 1798—1820 гг. При советской власти собор закрыли и переоборудовали здание под художественную галерею. В архиерейском доме многие годы размещался краеведческий музей, а в 2008 г. здание было передано Церкви. Кафедральный собор является одним из наиболее внушительных памятников городской архитектуры.

### Соборная мечеть

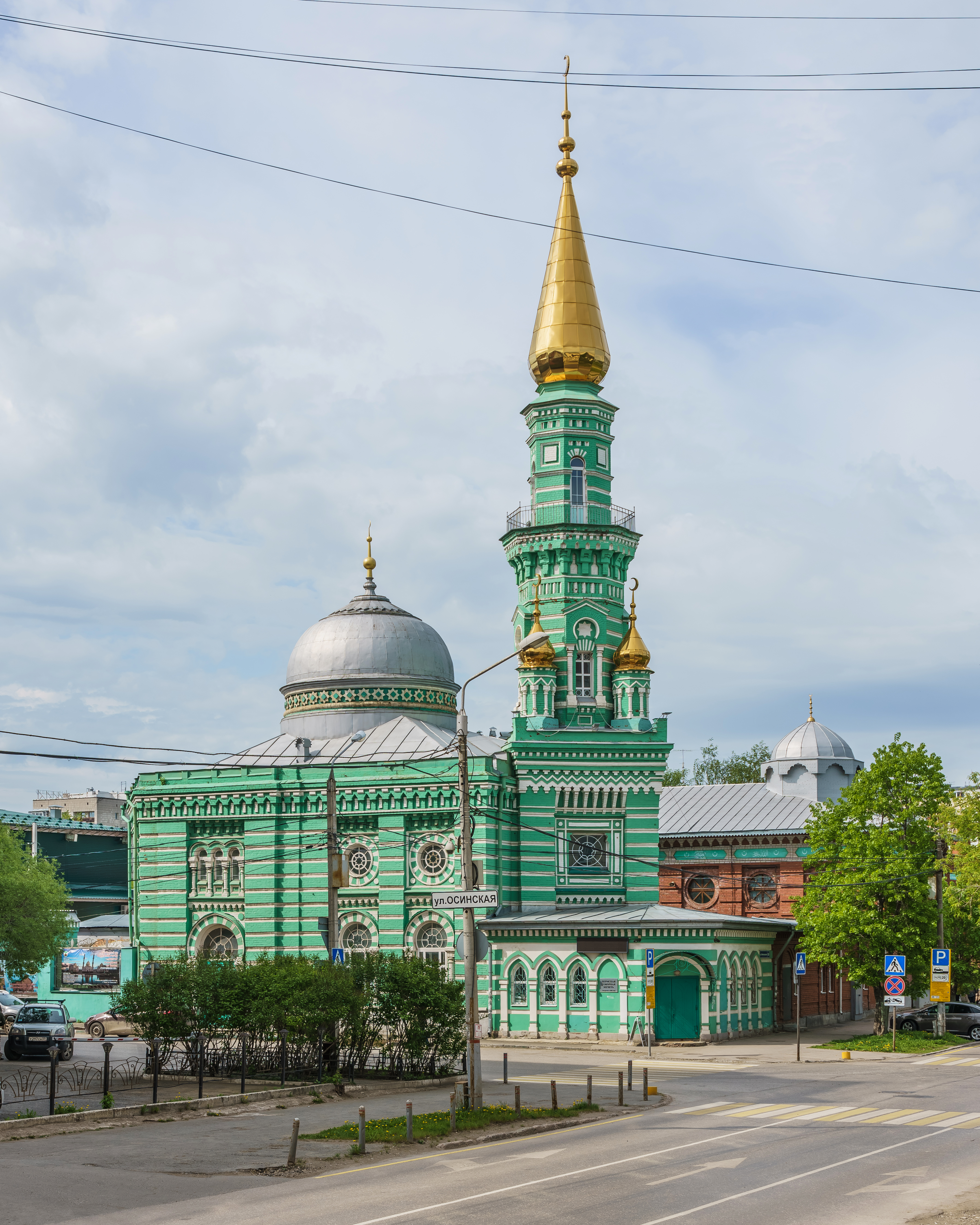
Пермская соборная мечеть

Адрес: Монастырская улица, дом № 67 / Осинская улица, дом № 5. В конце XIX века в городе было 650 мусульман, среди которых известные купцы Агафуровы, Тимкины, Ибатуллины и др. На их деньги в 1901 г. и было начато строительство мечети. Первые служители: пермский ахун Нурулла Харизманов, муэдзин — Мухамет Закир Мухметов. При советской власти в здании располагался Пермский областной архив КПСС, затем здесь хотели разместить фонды Пермской галереи, но в итоге в 1990 г. мечеть вновь отдали верующим.

### Свято-Троицкая (Слудская) церковь
Адрес: Монастырская улица, дом № 95. Расположена на воображаемом пересечении улиц Монастырской и Борчанинова (Шадринской), которые до 1920-х годов образовывали Слудскую площадь на горе Слудка. Заложена в 1845 г., освящена в 1849 г., архитектор — Г. П. Летучий. После революции 1917 г. церковь была закрыта, в здании разместили военные склады с оружием. Часть колокольни и четыре барабана были снесены. В 1944 г. церковь возвратили верующим. Теперь она является кафедральным собором Пермской епархии, в соседних зданиях располагается епархиальное управление. В 2004—2010 гг. была проведена комплексная реставрация, восстановлены барабаны и верхняя секция колокольни, храму возвращён исторический облик.

### Дом Камчатова
На углу улиц Куйбышева и Монастырской (Монастырская улица, дом № 59 / улица Куйбышева, д. № 7) стоит доходный дом Камчатова. Судопромышленник М. М. Камчатов унаследовал его от купцов Еремеевых как муж одной из дочерей купца Павла Еремеева, одного из трёх сыновей Е. И. Еремеева. Дом построен во второй половине XIX века в стиле позднего классицизма. Раньше крышу двухэтажного здания венчал фигурный каменный парапет. В 1908 году предположительно по проекту А. Б. Турчевича началось расширение и модернизация дома. Дом стал четырёхэтажным, в нём располагались лавки и магазины. После революции дом использовался под жильё и различные гос. конторы. 20 мая 1993 года дом Камчатова поставлен на учёт как памятник архитектуры и градостроительства, а 5 декабря 2000 года распоряжением губернатора Пермской области № 713-р здание «Доходный дом Камчатова» внесено в Государственный список памятников градостроительства и архитектуры Пермской области местного (областного) значения..

## Другие объекты
- На углу Комсомольского проспекта (бывшая Кунгурская улица) находилась духовная семинария, затем инженерно-ракетное училище (название менялось в разные годы — ВКИУ, ПВВКУ). В 2000-е годы оно было закрыто, сейчас в нём находятся многочисленные фирмы.
- На небольшой части нынешнего зоопарка располагалось архиерейское кладбище.
- Административное здание комбината «Молотовуголь» («Дом со львами») — Монастырская улица, дом № 15
- Торговая баня мещанки Е. П. Кашиной — Монастырская улица, дом № 19

## Возвращение исторического названия
При советской власти для пропаганды коммунистической идеологии исторические названия улиц активно менялись на новые, обычно политизированные. По идеологическим причинам была переименована и Монастырская улица. Ей присвоили имя советского партийного и государственного деятеля Г. К. Орджоникидзе. В 2011 году митрополит Пермский и Соликамский Мефодий и общественная организация «Новый город» выступили с инициативой о возвращении улице исторического названия. По результатам проведённого городской администрацией социологического опроса, большинство жителей улицы поддержали эту инициативу. 30 мая 2011 года Совет по топонимике при Главе администрации города Перми принял решение о возвращении улице исторического названия. Постановление о возвращении Монастырской улице исторического названия было подписано Главой администрации города Перми 30 декабря 2011 года и вступило в законную силу 13 января 2012 года, после официальной публикации.